# Радиолюминесценция
Радиолюминесценция — люминесценция вещества, вызванная воздействием ионизирующего излучения.

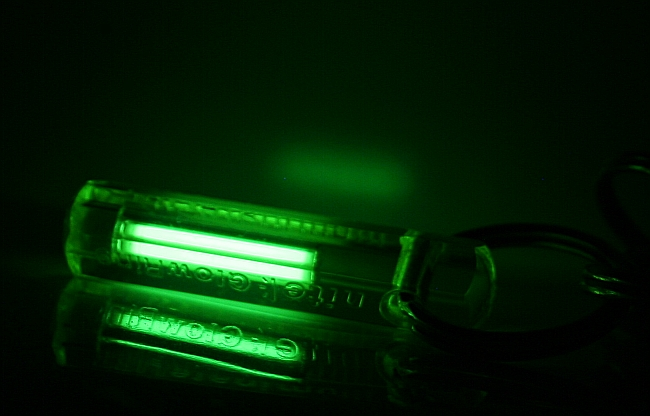
Брелок с радиолюминесцентной (в данном случае — тритиевой) капсулой, покрытой изнутри люминофором и заполненной газообразным тритием.

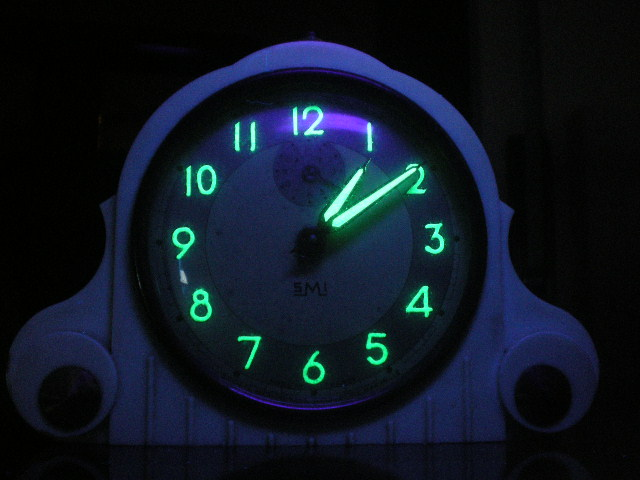
Настольные часы с радиолюминесцентной сульфидно-цинковой радиевой краской, 1950-е. Краска светится под светом лампы Вуда, так как люминофор "выгорел", свечение в темноте практически незаметно человеческому глазу.

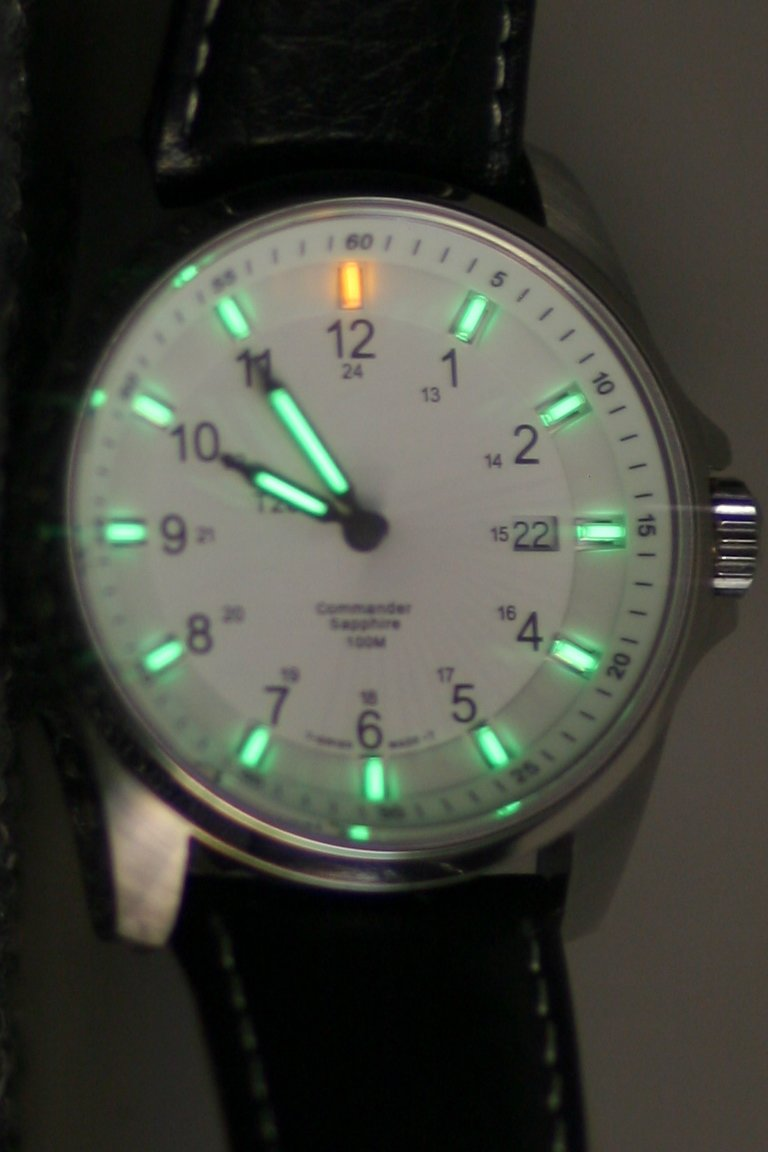
Современные наручные часы с тритиевыми капсулами

В технике для активации светосоставов постоянного действия (СПД) широко использовались радионуклиды, излучающие гамма-лучи, альфа- или бета-частицы. Например, торий или радий-226. Люминофор СПД изготавливался на базе сульфида цинка. Такие СПД способны излучать свет очень долго — в течение нескольких лет или даже десятилетий.
Первые радиолюминесцентные краски начали применяться с 1910-х годов. Долгое время (приблизительно с 1920-х до 1950-х годов) именно радий-226 (а со второй половины XX века — и прометий-147) применялись в радиолюминесцентных красках для покрытия элементов циферблатов часов, приборов и другого оборудования. В специальных источниках относительно большой яркости часто использовался криптон-85. В настоящее время в радиолюминесцентных источниках света для приборов применяется тритий, радиоактивный изотоп водорода. Он излучает бета-частицы (электроны) очень низкой энергии (в среднем 5,5 кэВ, максимум - 18,6), которые полностью поглощаются защитным стеклом источника света или просто воздухом (длина пробега таких частиц в воздухе измеряется миллиметрами, в стекле — микронами)
Радиолюминесцентные источники света нашли применение в тех областях техники, где требуется высокая автономность источника света — морские бакены, ампулированные источники для ночного обозначения габаритов несущих винтов вертолётов, источники света для работы во взрывоопасных средах (в шахтах и на рудниках), различного рода аварийные и автономные осветители, указатели, источники света для циферблатов приборов, подсветки оружейных прицелов и так далее.
Существуют международные стандарты ISO 3157 и NIHS 97-10, определяющие минимальное количество люминесцентного вещества, необходимого для того, чтобы различать в темноте нанесённые этим веществом символы, либо выполнять на его основе постоянную подсветку циферблатов часов и других приборов.
Интенсивность свечения, кроме качества состава, также зависит от площади поверхности покрытия и толщины слоя. Со временем радионуклид расходуется, превращаясь в стабильные изотопы. Люминофор также деградирует, источник света теряет яркость. Тем не менее даже потерявшие яркость СПД являются источником повышенной радиобиологической опасности и подлежат специальной утилизации как радиоактивные отходы. При обнаружении старых приборов (различные часы, компасы, авиаприборы, переключатели и выключатели-автоматы для военного применения, пузырьковые уровни, оружейные прицелы, морские навигационные приборы), подозрительные на наличие светомассы постоянного действия, их необходимо проверять дозиметром. Если обнаруженный радиоактивный прибор не представляет коллекционной ценности — утилизировать, обратившись в МЧС или другие организации, занимающиеся транспортировкой и утилизацией радиоактивных отходов. Если этот прибор представляет коллекционную ценность — некоторые часовые мастера занимаются заменой СПД на нерадиоактивный светонакопитель, и работают при этом со специализированным оборудованием, а также сдают удалённую СПД на утилизацию. После очистки и замены СПД на светонакопитель прибор больше не представляет радиобиологической опасности, однако сохраняет свой аутентичный внешний вид. Выключатели и пузырьковые уровни с радиевой светомассой, а также оружейные прицелы, не представляют коллекционной ценности ввиду широкой распространённости, и их конструкция не позволяет производить замену опасной радиевой краски на светонакопитель, поэтому подлежат утилизации в любом случае, так же, как и авиационные указатели скольжения. В таком случае проще найти аналогичные приборы, содержащие вместо радиевой светомассы нерадиоактивный светонакопитель (с середины 1960-х годов радий практически прекратили применять в различных светосоставах). Ни в коем случае нельзя вскрывать приборы, содержащие радиевую светомассу, пытаться самостоятельно производить их ремонт или дезактивацию — очень высока опасность заразить помещение, а также кожу рук радиоактивной пылью, а также есть высокая опасность попадания этой пыли в лёгкие и дыхательные пути, что может привести к онкологическим заболеваниям и смерти. Также, радий-226 и его продукты распада являются крайне радиотоксичными ввиду относительно короткого периода полураспада.